# Приморски район (Запорожка област)
Приморски район (на украински: Приморський район) е административна единица в Запорожка област.
Общата му площ е 1400 км2. Към 1 март 2013 година населението му е 30 996 души. Поделя се на 1 градски съвет и 15 селски съвета. Състои се от 1 град, 26 села и 4 селища. Негов административен център е град Приморск.

## Административно устройство

### Местни съвети[1]
| - Приморски градски съвет - Бановски селски съвет - Борисовски селски съвет - Вячеславски селски съвет - Гюневски селски съвет - Елизаветовски селски съвет - Елисеевски селски съвет - Зеленовски селски съвет | - Инзовски селски съвет - Коларовски селски съвет - Мануйловски селски съвет - Новоалексеевски селски съвет - Орловски селски съвет - Партизански селски съвет - Преславски селски съвет - Юревски селски съвет |

### Селища[2]
| с. Азов с. Бановка с. Борисовка с. Вячеславка с. Гюневка сел. Елизаветовка с. Елизаветовка с. Елисеевка | с. Зеленовка с. Инзовка с. Калиновка с. Камишеватка c. Коларовка с. Лозановка с. Лозоватка с. Мануйловка | с. Мариновка сел. Набережно сел. Нелговка с. Нелговка с. Новоалексеевка с. Орловка с. Партизани с. Петровка | с. Подгорно сел. Подспоре с. Преслав гр. Приморск с. Радоловка с. Райновка с. Юревка |

#### Закрити селища[3]
| с. Волно |